# Hérémence
Hérémence (/eʀemãs/) est une commune suisse du canton du Valais, située dans le district d'Hérens, à l'intersection du val d'Hérens et du val d'Hérémence. 
Le lac des Dix et le barrage de la Grande-Dixence se trouvent sur le territoire de la commune.

## Géographie
La superficie de la commune d'Hérémence est de 107,53 km2. Elle est la 11e commune du canton du Valais en superficie. Cependant, lors du relevé de 2013-2018, 59,3 % du territoire communal était considéré comme surface improductive et 20,6 % comme boisé. 1,9 % du territoire est utilisé pour l'habitat et les infrastructures et 18,3 % pour l'agriculture.
S'étirant sur près de 40 km de long, la commune atteint presque la frontière italienne au sud et touche 5 communes avoisinantes : Vex, Nendaz, Bagnes, Evolène et Saint-Martin. Le point le plus bas de son territoire est situé à 690 m au bord de la Borgne et le plus haut à 3 870 m au sommet du Mont-Blanc de Cheilon.
|               | Vex           | Saint-Martin |
| Nendaz        | Hérémence     | Evolène      |
| Val de Bagnes | Val de Bagnes |              |

## Toponymie
Le nom de la commune, qui se prononce /eʀemãs/, pourrait correspondre au nom d'une rivière (base hydronymique indoeuropéenne *er-/*or suivie d'un premier suffixe -m et, ultérieurement, d'un second suffixe -entĭa).
Sa première occurrence écrite date de 1195, sous la forme de Aremens. 
Son ancien nom allemand est Ermenz.

## Histoire

Photo aérienne (1955).

Longtemps possession de la Savoie, Hérémence fut transféré aux possessions de la principauté épiscopale de Sion en 1260. Mécontent de cet accord, l'évêque l'annula en 1268 et le val d'Hérémence resta savoyard, au contraire du reste du val d'Hérens, jusqu'en 1476.
Pays sujet jusqu'en 1798, il devint alors la capitale du nouveau dizain d'Hérémence couvrant tout le val d'Hérens. L'étoile de la bannière d'Hérémence fut ajoutée lors de cet établissement du dizain et commémore l'événement.
En 1810, lors de la formation du département du Simplon, le nouveau dizain devint le canton d'Hérémence et finalement, en 1815, Hérémence fut rattaché au dizain d'Hérens dont le chef-lieu fut désormais Vex.
La période des grands travaux de construction des barrages en Valais a des conséquences importantes sur la vie quotidienne des femmes dans les vallées alpines. Les femmes d'Hérémence sont les témoins privilégiés de ces changements intervenus dans leur vie quotidienne par l'édification du barrage de la Grande-Dixence,.
Le 1er juin 2008, l’électorat de la commune d’Hérémence accepta l’introduction du système proportionnel pour l’élection de l’exécutif communal par 504 voix contre 306. La participation au scrutin atteignit 77 %. Les citoyens désignaient auparavant leurs sept élus selon un scrutin majoritaire.

## Population

### Gentilé et surnoms
Les habitants de la commune se nomment les Hérémensards ou Hérémençards. Ils sont surnommés lè Pansâ, soit les ventrus en patois valaisan.
Les habitants de la localité de Cerise sont surnommés lé Fleuti, soit les joueurs de flûte.

### Démographie

#### Évolution de la population
Hérémence compte 1 488 habitants au 31 décembre 2022 pour une densité de population de 14 hab/km2. Sur la période 2010-2019, sa population a augmenté de 3,0 % (canton : 10,5 % ; Suisse : 9,4 %).  

#### Pyramide des âges
En 2020, le taux de personnes de moins de 30 ans s'élève à 24,1 %, au-dessous de la valeur cantonale (31,7 %). Le taux de personnes de plus de 60 ans est quant à lui de 39,1 %, alors qu'il est de 26,6 % au niveau cantonal.
La même année, la commune compte 703 hommes pour 730 femmes, soit un taux de 49,1 % d'hommes, inférieur à celui du canton (49,6 %).
| Hommes | Classe d’âge | Femmes |
| ------ | ------------ | ------ |
| 1,0    | 90 ans ou +  | 1,4    |
| 13,8   | 75 à 89 ans  | 14,5   |
| 23,6   | 60 à 74 ans  | 23,8   |
| 21,6   | 45 à 59 ans  | 20,5   |
| 16,9   | 30 à 44 ans  | 14,7   |
| 13,2   | 15 à 29 ans  | 14,8   |
| 9,8    | - de 14 ans  | 10,3   |

| Hommes | Classe d’âge | Femmes |
| ------ | ------------ | ------ |
| 0,5    | 90 ans ou +  | 1,2    |
| 7,5    | 75 à 89 ans  | 9,4    |
| 16,8   | 60 à 74 ans  | 17,7   |
| 22,2   | 45 à 59 ans  | 21,7   |
| 20,3   | 30 à 44 ans  | 19,4   |
| 17,7   | 15 à 29 ans  | 16,6   |
| 14,9   | - de 14 ans  | 14,1   |

## Jumelage
Esperanza (Argentine)

## Culture et patrimoine

### Monuments

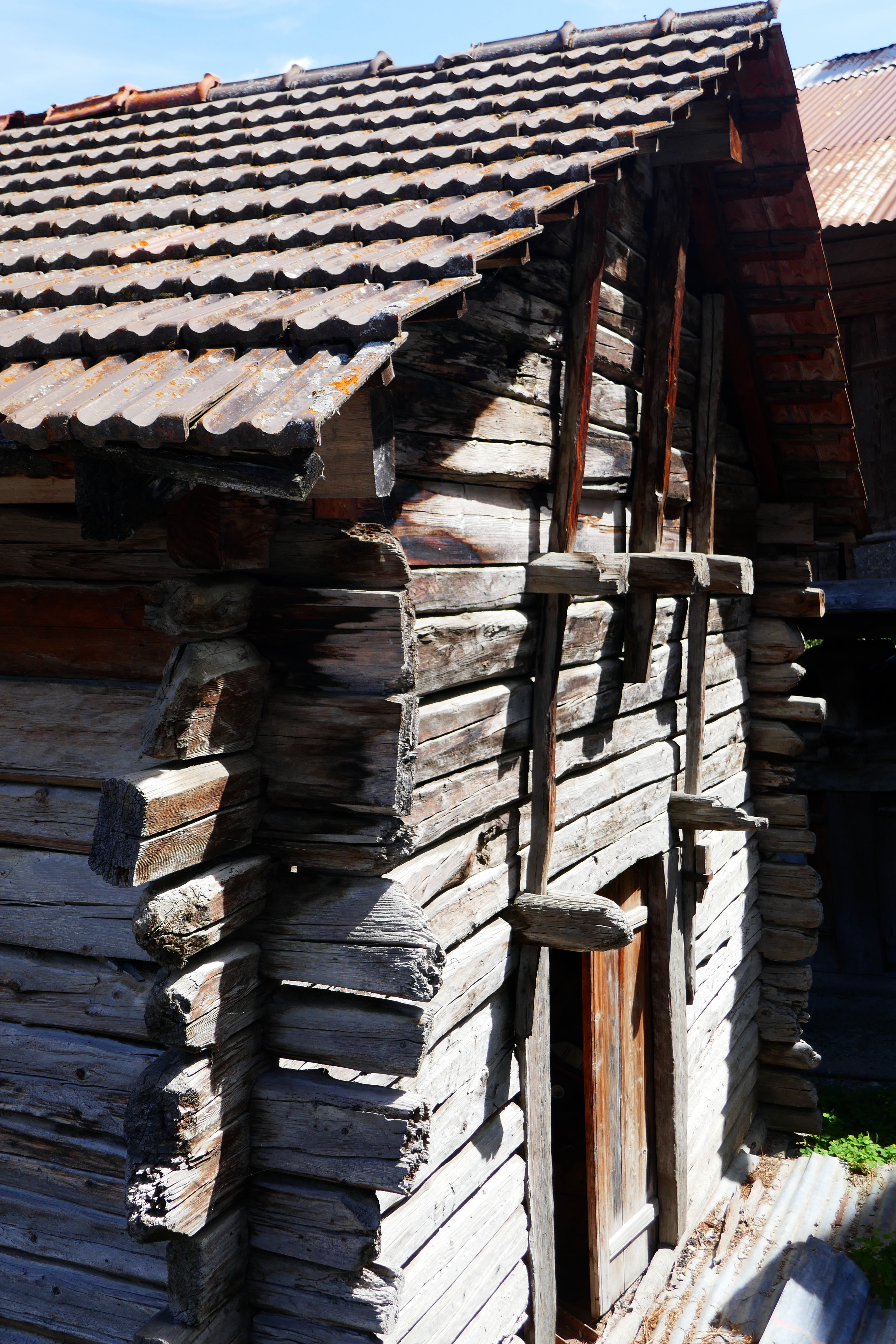
Village d'Hérémence : la Poya de la Lé

- Église Saint-Nicolas d'architecture brutaliste, construite dans les années 1970[15]
- Les Pyramides d'Euseigne
- Le barrage de la Grande-Dixence
- Patrimoine bâti et architectural du village de Mâche

### Personnalités natives de la commune
- Bastien Dayer, skieur (télémark)
- Elisabeth Logean, journaliste RTS

### Héraldique
| Blason | Blasonnement : « De gueules à l'étoile à six rais d'argent. » |

Les armes d'Hérémence rappellent que, en 1802, le dizain d'Hérémence est représenté par une étoile sur les armoiries du Valais. Le blason d'Hérémence a parfois été représenté par erreur sur fond azur.

### Fonds d'archives
- Fonds : Hérémence, Commune / Bourgeoisie (1328 – 20e siècle) [24,30 mètres].  Cote : CH AEV, AC Hérémence. Sion : Archives de l'État du Valais (présentation en ligne).
- Fonds : Hérémence, Paroisse (1339-2006) [2,75 mètres].  Cote : CH AEV, AP Hérémence. Sion : Archives de l'État du Valais (présentation en ligne).